# Teraina
Teraina, nota anche come Isola Washington, è un atollo dell'Oceano Pacifico situato nell'arcipelago delle Sporadi equatoriali ed appartenente alla Repubblica di Kiribati.
Il nuovo nome di Teraina adottato nel 1979 con la nuova costituzione, significa “La Linea” (equatoriale) in gilbertese (Te Raina dove Raina è la pronuncia locale dell’inglese Line).
Possiede una superficie di 9,55 km² e una popolazione di 1 907 abitanti (2020). È posto a nord dell'atollo di Tabuaeran.
È il solo posto delle Kiribati con una laguna di acqua dolce: la lente d'acqua dolce è così vasta da affiorare in superficie.